# Cantó de Brest-Plouzané
El cantó de Brest-Plouzané (bretó Kanton Brest-Plouzane) és una divisió administrativa francesa situat al departament de Finisterre a la regió de Bretanya.

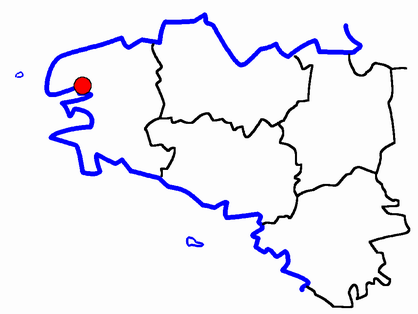
Situació del cantó

## Composició
El cantó aplega 2 comunes :
| Nom bretó | Nom francès | Nom gal·ló |
| Brest     | Brest       | ---        |
| Plouzane  | Plouzane    | ---        |

## Història
| Data d'elecció                           | Identitat             | Partit        | Qualitat |
| ---------------------------------------- | --------------------- | ------------- | -------- |
| 1992-                                    | Yves Pagès            | UDF           |          |
| 1998-                                    | Yvette Duval          | PS            |          |
| 2004-                                    | Chantal Simon Guillou | Divers gauche |          |
| les dades anteriors no són pas conegudes |                       |               |          |
|                                          |                       |               |          |